# Весёлая песня
«Весёлая песня» — песня российского певца Егора Крида и российского рэп-исполнителя Моргенштерна из третьего студийного альбома Егора Крида «58». Песня посвящена рассуждениям о жизни, смерти, любви и детях.

## Видеоклип
Видеоклип был анонсирован Егором Кридом в Instagram, где он заявил об уходе из социальной сети TikTok в апреле 2020 года.
Релиз музыкального видео на трек состоялся 22 ноября 2020 года на официальном YouTube-канале Егора Крида. В клипе исполнители фигурируют на фоне разрушающейся Москвы. Режиссёром видео стал Александр Романов. За сутки музыкальный клип набрал более четырёх миллионов просмотров и возглавил тренды российского сегмента YouTube.

## Чарты
| Чарт (2020)                | Высшая позиция |
| -------------------------- | -------------- |
| Армения (Apple Music)      | 195            |
| Латвия (Apple Music)       | 113            |
| Молдова (Apple Music)      | 120            |
| Россия (Apple Music)       | 177            |
| Таджикистан (Apple Music)  | 127            |
| Туркменистан (Apple Music) | 122            |
| Украина (Apple Music)      | 179            |
| Эстония (Apple Music)      | 195            |

| Чарт (2020)            | Высшая позиция |
| ---------------------- | -------------- |
| Россия (Tophit)        | 1              |
| Россия (YouTube Music) | 1              |
| Украина (Tophit)       | 5              |

| Чарт (2020)      | Позиция |
| ---------------- | ------- |
| Россия (Tophit)  | 13      |
| Украина (Tophit) | 33      |